# نيلز غيد
نيلز غيد (بالدنماركية: Niels W. Gade)‏ هو معلم موسيقى وأستاذ جامعي وملحن دنماركي، ولد في 22 فبراير 1817 في كوبنهاغن في الدنمارك، وتوفي بنفس المكان في 21 ديسمبر 1890.

## وصلات خارجية
- نيلز غيد على موقع IMDb (الإنجليزية)
- نيلز غيد على موقع الموسوعة البريطانية (الإنجليزية)
- نيلز غيد على موقع ميوزك برينز (الإنجليزية)
- نيلز غيد على موقع ديسكوغز (الإنجليزية)